# Prosopocera snizeki
Prosopocera snizeki är en skalbaggsart som beskrevs av Teocchi och Henri L. Sudre 2003. Prosopocera snizeki ingår i släktet Prosopocera och familjen långhorningar.
Artens utbredningsområde är Kenya. Inga underarter finns listade i Catalogue of Life.